# Champigny-lès-Langres
Champigny-lès-Langres település Franciaországban, Haute-Marne megyében. Lakosainak száma 406 fő (2022. január 1.). Champigny-lès-Langres Humes-Jorquenay, Langres, Peigney, Bannes és Charmes községekkel határos.

## Népesség
A település népességének változása:
| Lakosok száma | 420  | 445  | 418  | 435  | 407  | 420  | 426  | 422  | 416  | 406  |
|               | 1968 | 1982 | 1990 | 2006 | 2013 | 2015 | 2017 | 2019 | 2020 | 2022 |